# Welsdorf (Colmar-Berg)
Welsdorf (lb. Welsdref) – wieś (Uertschaft) w środkowym Luksemburgu, w kantonie Mersch, w gminie Colmar-Berg. Do 3 października 2015 miejscowość leżała w dystrykcie Luksemburg. Liczy 242 mieszkańców (1 stycznia 2023). 